# Holzbach (Lieser)
Der Holzbach ist ein gut 1 km langer, orografisch rechter Nebenfluss der Lieser südlich von Rengen im rheinland-pfälzischen Landkreis Vulkaneifel.

## Geographie

### Verlauf
Der Holzbach entspringt in der Eifel etwa 1,3 km südwestlich von Rengen und etwa 1,7 km nördlich von Daun auf einer Höhe von 451 m ü. NN. 
Nach Osten abfließend mündet der Bach nach einem 1,1 km langen Weg etwa 500 m südlich von Rengen auf einer Höhe von 415 m ü. NN in die Lieser.
Bei einer Länge von 1,3 km und einem Höhenunterschied von etwa 36 m ergibt sich ein mittleres Sohlgefälle von 27,7 ‰. 

### Einzugsgebiet
Das 59,7 ha große Einzugsgebiet entwässert der Holzbach über Lieser, Mosel und Rhein zur Nordsee.
Es grenzt 
- im Westen an das Einzugsgebiet des Josenbachs, der in die Lieser mündet;
- im Norden an das des Baubachs, der ebenfalls in die Lieser mündet und
- ansonsten an das der Lieser direkt.

Das Einzugsgebiet wird überwiegend landwirtschaftlich genutzt und die höheren Lagen im Westen sind bewaldet.